# NGC 3210
NGC 3210 – gwiazda podwójna znajdująca się w gwiazdozbiorze Smoka, widoczna na niebie w pobliżu galaktyki NGC 3212. Zaobserwował ją William Herschel 26 września 1802 roku i umieścił w swoim katalogu obiektów mgławicowych. Niektórzy za obiekt NGC 3210 uznają tylko jeden, jaśniejszy składnik tej gwiazdy podwójnej.